# Kokkola
Kokkola (szw. Karleby) − miasto w Finlandii, nad Zatoką Botnicką. Znajduje się w regionie Ostrobotnia Środkowa i podregionie Kokkola. Jest ośrodkiem administracyjnym obu z nich.
Liczba mieszkańców w 2003 roku wynosiła ok. 35 tys.
W mieście znajduje się stacja kolejowa Kokkola.
W styczniu-kwietniu 1907 ukrywał się tu Włodzimierz Lenin.

## Sport
- Gamlakarleby Bollklubb – klub piłkarski
- KPV Kokkola - klub piłki ręcznej kobiet
- Hermes – klub hokejowy

## Miasta partnerskie
- Härnösand, Mörbylånga, Ullånger, Kristiansund, Fredericia, Mariampol, Fitchburg, Greater Sudbury, Hatvan, Ratingen, Fushun